# Cyperus dianae
Cyperus dianae är en halvgräsart som beskrevs av Ernst Gottlieb von Steudel. Cyperus dianae ingår i släktet papyrusar, och familjen halvgräs. Inga underarter finns listade i Catalogue of Life.